# Balleroy
Balleroy je naselje in občina v severozahodnem francoskem departmaju Calvados regije Spodnje Normandije. Leta 2008 je naselje imelo 770 prebivalcev.

## Geografija
Kraj se nahaja v pokrajini Normandiji ob reki Drôme, 16 km jugozahodno od Bayeuxa.

## Uprava
Balleroy je sedež istoimenskega kantona, v katerega so poleg njegove vključene še občine La Bazoque, Bucéels, Cahagnolles, Campigny, Castillon, Chouain, Condé-sur-Seulles, Ellon, Juaye-Mondaye, Lingèvres, Litteau, Le Molay-Littry, Montfiquet, Noron-la-Poterie, Planquery, Saint-Martin-de-Blagny, Saint-Paul-du-Vernay, Tournières, Le Tronquay, Trungy in Vaubadon z 10.345 prebivalci.
Kanton Balleroy je sestavni del okrožja Bayeux.

## Zanimivosti
- dvorec Château de Balleroy, zgrajen v letih 1631-1637;

## Pobratena mesta
- Fo (Burkina Faso),
- Kijev (Ukrajina),
- Ribe (Danska),
- Shebbear (Anglija, Združeno kraljestvo,
- Tirana (Albanija),
- Vilna (Litva).